# Christian Knees
Christian Knees (født 5. marts 1981) er en tysk tidligere landevejscykelrytter.